# Rechtsberatung für Asylbewerber
Die Rechtsberatung für Asylbewerber ist eine Beratung in rechtlichen Fragen für Asylbewerber im Rahmen eines nationalen Asylverfahrens.

## Deutschland
In Deutschland unterliegt die Rechtsberatung für Asylbewerber dem Rechtsdienstleistungsgesetz. 2015 wurde zudem die Fachanwaltsbezeichnung Fachanwalt für Migrationsrecht eingeführt.
Aus Kapazitätsgründen bietet der UNHCR Flüchtlingen und Asylsuchenden in Deutschland keine individuelle Betreuung oder Beratung an. Für individuelle Beratung und Betreuung stehen Flüchtlingen und Asylsuchenden in Deutschland in erster Linie die nichtstaatlichen Beratungsstellen der Wohlfahrts- und Kirchenverbände zur Verfügung, beispielsweise der Caritasverband, die Arbeiterwohlfahrt, das Deutsche Rote Kreuz oder das Diakonische Werk. Rechtsanwälte, die mit den Wohlfahrtsverbänden und dem UNHCR zusammenarbeiten, sind in der Rechtsberaterkonferenz organisiert.
Die unentgeltliche Rechtsberatung im Allgemeinen ist in Deutschland durch § 6 Rechtsdienstleistungsgesetz geregelt. So sind unentgeltliche Rechtsdienstleistungen nach § 6 Abs. 1 RDG im Rahmen familiärer, nachbarschaftlicher oder ähnlich enger persönlicher Beziehungen möglich; außerhalb dieses engen persönlichen Kreises ist eine unentgeltliche Rechtsberatung nur unter Anleitung durch eine Person mit Befähigung zum Richteramt gestattet (§ 6 Abs. 2 RDG).
Die Anleitung erfordert eine entsprechende Einweisung und Fortbildung sowie eine Mitwirkung bei der Erbringung der Rechtsdienstleistung, soweit dies im Einzelfall erforderlich ist. Insbesondere ist es notwendig, dass stets auf das umfassende juristische Wissen der Person mit Befähigung zum Richteramt zurückgegriffen werden kann.
Auf dieser Basis wird die studentische Rechtsberatung in Deutschland durchgeführt. Auch Asylbewerber werden häufig im Rahmen universitärer Ausbildungs- und Beratungsprojekte durch Jurastudenten beraten (siehe: Refugee Law Clinic). Die Beauftragte der Bundesregierung für Migration, Flüchtlinge und Integration Aydan Özoğuz ist Schirmherrin dreier solcher Projekte.
Nach dem Beschluss des Rechtsdienstleistungsgesetzes hatte Amnesty International bezüglich der kostenlosen Beratung von Migranten und Flüchtlingen hervorgehoben, dass Flüchtlingsberatungsstellen zwar nunmehr einen Volljuristen für die Sicherstellung der Qualität der Beratung benötigen, dass aber im Gegenzug die Legalität der Beratung nicht mehr in Frage steht und die Beratung insbesondere durch die regelmäßig erforderlichen Schulungen weiter an Qualität gewinnen werde.
Das Gesetz zur Beschleunigung von Asyl- und Asylgerichtsverfahren, das der Bundesrat im Dezember 2022 billigte, führt eine behördenunabhängige Asylverfahrensberatung ein (§ 12a AsylG).

## Österreich
Auch in Österreich werden Rechtsberatungen für Asylsuchende von nichtstaatlichen Beratungsstellen der Wohlfahrts- und Kirchenverbände angeboten.

## Schweiz
In der Schweiz erhalten Asylsuchende gemäß einer im März 2019 in Kraft getretenen Gesetzesänderung während ihres gesamten Asylverfahrens eine kostenlose Rechtsberatung. Die Änderung hat das Ziel, „wesentlich schneller und dennoch rechtsstaatlich korrekt über die Zukunft der Asylsuchenden zu entscheiden“. Bereits zuvor erhielten mittellose Asylbewerber eine kostenlose, institutionalisierte, durch unabhängige Vereine geleistete Rechtsberatung. Asylanträge von Bewerbern aus sicheren Herkunftsstaaten wurden 2015 in einem Schnellverfahren innerhalb von 48 Stunden bearbeitet (Stand: 2015).

## Niederlande
Auch in den Niederlanden erhalten Asylbewerber eine kostenlose Rechtsberatung. Die Medien stellen das Recht auf eine kostenlose Rechtsberatung in Zusammenhang mit schnelleren Bearbeitungszeiten: So werde in den Niederlanden ein Großteil der Asylverfahren innerhalb von Zeiträumen von einer Woche bis zwei Monaten entschieden (Stand: 2015).

## Europäische Union
Die Verordnung (EU) Nr. 604/2013 (Dublin III) regelt in Artikel 27 die Rechtsmittel gegen eine Entscheidung über eine Überstellung in einen anderen EU-Mitgliedstaat. Dieser Artikel bestimmt, dass die Mitgliedstaaten sicherstellen, dass die betreffende Person diesbezüglich rechtliche Beratung und bei Bedarf sprachliche Hilfe in Anspruch nehmen kann. Die rechtliche Beratung umfasst insbesondere die Vorbereitung der erforderlichen Verfahrensdokumente und die Vertretung vor Gerichten. Die Mitgliedstaaten können einschränkend vorsehen, dass Antragsteller diesbezüglich der Kosten keine günstigere Behandlung erhalten als Staatsangehörige, die eine allgemeine Rechtsberatung in Anspruch nehmen. Die unentgeltliche Rechtsberatung kann zudem vorenthalten werden, wenn dem Rechtsbehelf oder der Überprüfung keine greifbaren Erfolgsaussichten eingeräumt werden.
Die Richtlinie 2013/33/EU (Aufnahmerichtlinie) legt Normen für die Aufnahme von Personen, die internationalen Schutz beantragen fest. Sie bestimmt in Artikel 5, dass die Mitgliedstaaten dafür Sorge tragen, dass die Antragsteller Informationen darüber erhalten, welche Organisationen oder Personengruppen einschlägige Rechtsberatung leisten.
Die Richtlinie 2013/32/EU (Asylverfahrensrichtlinie) regelt das gemeinsame Verfahren für die Zuerkennung und Aberkennung des internationalen Schutzes. In Abschnitten 22 und 23 der „Gründe“ heißt es dort:
(22) Es liegt […] im Interesse der Mitgliedstaaten wie der Antragsteller, dass das Bedürfnis nach internationalem Schutz bereits in der ersten Instanz ordnungsgemäß festgestellt wird. Hierzu sollten die Antragsteller in der ersten Instanz unter Berücksichtigung der besonderen Umstände ihres Falls unentgeltlich über die Rechtslage und das Verfahren informiert werden. Diese Informationen sollten den Antragstellern unter anderem dazu verhelfen, das Verfahren besser zu verstehen, und sie somit dabei unterstützen, den ihnen obliegenden Pflichten nachzukommen. Es wäre unverhältnismäßig, von den Mitgliedstaaten zu verlangen, diese Informationen nur durch fachkundigen Rechtsanwälte bereitzustellen. Die Mitgliedstaaten sollten deshalb die Möglichkeit haben, die geeignetsten Mittel und Wege zu nutzen, um solche Informationenbereitzustellen, zum Beispiel über Nichtregierungsorganisationen oder Fachkräfte von Behörden oder spezialisierte staatliche Stellen.
(23) Antragsteller sollten in Rechtsbehelfsverfahren unter bestimmten Voraussetzungen unentgeltlich Rechtsberatung und -vertretung durch Personen erhalten, die nach nationalem Recht dazu befähigt sind. Darüber hinaus sollten Antragsteller in allen Phasen des Verfahrens auf eigene Kosten einen Rechtsanwalt oder sonstigen nach nationalem Recht zugelassenen oder zulässigen Rechtsberater konsultieren dürfen.
Artikel 8 der Richtlinie bestimmt, dass die Mitgliedstaaten sicherstellen, „dass Organisationen und Personen, die Beratungsleistungen für Antragsteller erbringen, effektiven Zugang zu Antragstellern Grenzübergangsstellen an den Außengrenzen, einschließlich Transitzonen, erhalten“. Artikel 12 bestimmt, dass Antragstellern nicht die Möglichkeit verwehrt werden darf, mit dem UNHCR oder einer anderen Organisation, die für Antragsteller nach Maßgabe des Rechts des betreffenden Mitgliedstaats Rechtsberatung oder sonstige Beratungsleistungen erbringt, Verbindung aufzunehmen, und legt weitere Regeln für die Inkenntnissetzung der Rechtsberater fest. Artikel 19 regelt die unentgeltliche Erteilung von Rechts- und verfahrenstechnischen Auskünften in erstinstanzlichen Verfahren. Artikel 20 und 21 definieren umfassende Regeln und Voraussetzungen für die unentgeltliche Rechtsberatung und -vertretung in Rechtsbehelfsverfahren. Artikel 22 legt fest, dass Antragsteller in allen Phasen des Verfahrens Gelegenheit haben müssen, auf eigene Kosten einen Rechtsanwalt oder sonstigen nach nationalem Recht zugelassenen oder zulässigen Rechtsberater zu konsultieren. Artikel 23 regelt den Umfang der Rechtsberatung, einschließlich des Zugangs zu den Informationen in der Akte des Antragstellers. Die Mitgliedstaaten sind demnach befugt, Vorschriften für die Anwesenheit eines Rechtsanwalts oder sonstigen Rechtsberaters bei allen Anhörungen im Rahmen des Verfahrens festzulegen. Artikel 46 legt ein Recht auf einen wirksamen Rechtsbehelf fest.
Nach Plänen der Europäischen Kommission (Stand: Juli 2016) sollen die EU-weiten Regeln für Asylbewerber verschärft und vereinheitlicht werden; im Gegenzug ist vorgesehen, dass Asylbewerber in allen Mitgliedstaaten spätestens sechs Monate nach Antragsstellung erwerbstätig sein dürfen und einen Anspruch auf einen kostenlosen Rechtsbeistand erhalten.